# Parque nacional de Gouraya
El Parque nacional de Gouraya (en árabe:الحديقة الوطنية قورايا) es uno de los parques nacionales costeros de Argelia. Está situado en provincia de Bugía, cerca de la ciudad de Sidi Touati.
El parque está ubicado a 30 kilómetros al noreste de Jijel. Su territorio incluye el monte Gouraya de 660 metros (2.165 pies), gracias al cual el parque recibe su nombre, además posee numerosas playas y acantilados, que hacen del parque un destino vacacional para muchos argelinos.
Se trata de una reserva de la biosfera reconocida por la UNESCO, con una variada flora y fauna, incluyendo los macacos de Berbería y los chacales que viven en los bosques del parque. El macaco de Berbería es un primate que ocupa un espacio muy restringido de partes del noroeste de África del Norte y de forma alternativa en Gibraltar.